# Koi-con
Koi-con（コイ-コン）は、2008年8月29日に大阪城ホールにて開催されたytv開局50周年記念ライブイベント「スゴ夏」の企画として行われた、やしきたかじんプロデュースコンサート。

## 概要
Koi-conとは「濃い～コンサート」の略である。
たかじんが歌手として6年振りにステージに上がったこと、松山千春が不安定狭心症から復帰後初のステージであったことなどから話題を集めた。

## 出演者
- やしきたかじん（プロデューサー兼任）
- 松山千春
- 桑名正博
- 天童よしみ
- 堀内孝雄
- 橋下徹・大阪府知事（当時、スペシャルゲスト）
- 平松邦夫・大阪市長（当時、スペシャルゲスト）

## 演奏曲目
- M1　惚れた弱み（やしきたかじん）
- M2　未練-STILL- New Version'96（やしきたかじん）
- MC：やしきたかじん
- M3　My memory（やしきたかじん）
- MC：やしきたかじん
- M4　大阪恋物語（やしきたかじん）
- M5　大空と大地の中で（松山千春）
- M6　長い夜（松山千春）
- MC：松山千春
- M7　思ひ（松山千春）
- MC：松山千春
- M8　Egoist:エゴイスト～自己中心主義者～（松山千春）
- M9　スウィート・ホーム大阪（桑名正博）
- MC：桑名正博・やしきたかじん
- M10　月のあかり（桑名正博）
- M11　珍島物語（天童よしみ）
- MC：天童よしみ・やしきたかじん
- M12　なめとんか（天童よしみ）
- M13　遠くで汽笛を聞きながら（堀内孝雄）
- MC：堀内孝雄・やしきたかじん
- M14　大事な人（堀内孝雄）
- MC：やしきたかじん・橋下徹・平松邦夫
- M15　夢見る男のために（やしきたかじん）

アンコール
- M16　東京（やしきたかじん・松山千春）
- MC：やしきたかじん・松山千春
- M17　やっぱ好きやねん（やしきたかじん・松山千春）
- MC：やしきたかじん
- M18　明日になれば（やしきたかじん）＜ラストはノーマイク＞

## 参加ミュージシャン
- Piano/Keyboard 土井淳・夏目一朗
- Guitar 近藤芳弘
- Keyboard 鈴木賢
- Acoustic Guitar 丸山ももたろう
- Drums 五十川清
- Bass 福栄宏之
- Sax/Flute 横山貴生
- Guitar 原田喧太

## 関連番組
- たかじんTEPPAN
ytvが関西ローカルで2008年7月13日（日曜日）の16:25 - 17:30に放送。たかじんがオーナー、宮根誠司が店長を務める「鉄板焼き屋」を、当コンサートへ出演する堀内・桑名・天童と三宅久之・宮崎哲弥（同局が制作するたかじんの冠番組『たかじんのそこまで言って委員会』のレギュラー出演者）が客として訪れたという設定で、歌とトークを繰り広げた。後日、広島テレビでも放送された。
たかじんの高校時代の同級生でもある堀内は、当初コンサートへのゲストに名を連ねていなかったが、番組内でたかじんが堀内へ直々に交渉したところ、当コンサートへの出演に至った。
たかじん逝去後の2014年1月25日にytv他で放送された「委員会」スタッフによるたかじん追悼特番『たかじん追悼スペシャル そこまで逝って委員会』のエンディングで、当番組でのたかじん本人歌唱の『やっぱ好きやねん』のシーンが放送された。

## ダイジェスト放送
ytvでは、当コンサートのダイジェストおよび舞台裏に密着した特別番組を、2008年10月13日深夜（日付上は翌14日未明）の24:29 - 25:54に放送。2014年、たかじんが1月3日に逝去したことを受けて、同月26日の16:10 - 17:25（いずれもJST）に追悼特別番組として『たかじんプロデュース「Koi-con」』が放送された。